# As in a Looking Glass (1913)

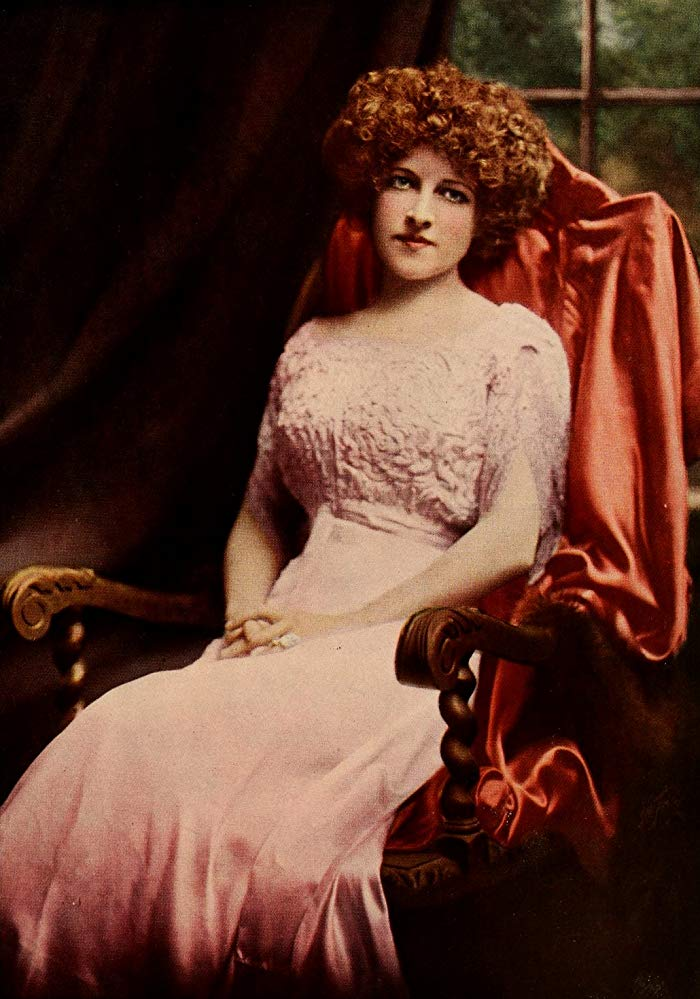
Marion Leonard als Lena Despard in As in a Looking Glass

As in a Looking Glass (deutsch: Wie in einem Spiegel), ist ein US-amerikanisches Melodram des Regisseurs Stanner E. V. Taylor aus dem Jahr 1913, produziert von Stanners Ehefrau, der Hauptdarstellerin Marion Leonard und ihrer Monopol Film Company.

## Handlung
Die junge Lena Despard wurde von ihrer Mutter fortgegeben und wuchs in einem Dorf am Meer auf. Sie ist in einen jungen Fischer verliebt. Von ihrer Mutter, die einen Spielsalon in der Stadt betreibt, ist sie fast vergessen worden. Als die Mutter verwitwet und mittellos nach Wegen sucht, ihren luxuriösen Lebensstil aufrechtzuerhalten, gründet sie mit einer jungen Abenteurerin einen Spielsalon für die Söhne der Reichen. Das Geschäft läuft gut, bis die Inhaberinnen in Streit geraten und die junge und attraktive Geschäftspartnerin in unmittelbarer Nähe einen eigenen Spielsalon gründet. Bald glänzen die jungen Reichen in Despards Spielsalon durch Abwesenheit. In ihrer Verzweiflung fällt Despard ein Brief ihrer Tochter mit einem Foto in die Hände. Sie holt Lena zu sich, weil sie sich von deren Anwesenheit einen Anreiz für mehr männliches Publikum an den Spieltischen verspricht. Ihre Hoffnungen sind nicht unberechtigt, bald drängen sich in ihrem Spielsalon wieder die Kunden. Einer der Spieler, Graf von Bülow, verliebt sich in Lena und möchte sie heiraten. Lena lehnt die Hochzeit ab, und der Graf bietet der Mutter 50.000 US-Dollar für eine arrangierte Hochzeit. Die Geldgier siegt über den Mutterinstinkt, zumal sie kurz vor dem Bankrott steht, und die Mutter bedrängt Lena, bis diese schließlich in die Hochzeit einwilligt.
Ein Jahr vergeht, Baron von Bülow hat von seinem neuen Spielzeug genug und zeigt sein wahres Gesicht. Das Haus ist der Schauplatz wilder Partys mit seinen fragwürdigen Kumpanen, und der Graf verlangt von Lena, dass sie ihnen Gesellschaft leistet. Als sie sich weigert kommt es zum Streit und der Graf berichtet Lena von dem Geschäft mit ihrer Mutter, dass er ihren Körper und ihre Seele gekauft habe. Rasend vor Wut stellt Lena ihre Mutter zur Rede und erfährt, dass der Graf die Wahrheit gesagt hat. Sie schlägt ihre Mutter und kehrt in das Haus des Grafen zurück, wobei sie bittere Rache schwört. Bald ist sie nicht nur Teilnehmerin der wüsten Feiern ihres Gatten, sondern die treibende Kraft. Indem sie einen Jockey um den Finger wickelt, einen der Freunde ihres Mannes, kommt sie an genug Geld um sich scheiden zu lassen und finanziell unabhängig zu werden.
Völlig verbittert entwickelt Lena sich zu einer Verkörperung des Bösen, die danach trachtet, alles in ihrer Umgebung zu vergiften und zu zerstören. Dabei nutzt sie ihre außergewöhnliche Schönheit und ihre Wirkung auf Männer skrupellos aus. Nacheinander verfallen ihr ein bekannter Schauspieler, ein Bankier und ein Armeeoffizier. Sie tut sich mit einem Spieler zusammen, um Männer zu betören und in ihren gemeinsamen Spielsalon zu locken. Nun, als sie sich um Geld keine Sorgen mehr machen muss, verliebt sie sich in Algy Balfour, einen verheirateten Mann. Mit Hilfe mehrerer Verbündeter zerstört sie dessen Ehe, um ihn für sich zu haben. Ihrem Geschäftspartner erklärt sie ihre Abwesenheit vom Spielsalon damit, dass sie nur an dem reichlich vorhandenen Geld Algy Balfours interessiert sei.
Schließlich besiegt die Liebe Lenas Gier, sie heiratet Algy und will nur noch seine gute Ehefrau sein. Doch sie wird von ihrer Vergangenheit eingeholt. Ihr früherer Partner macht sie ausfindig und erpresst sie mit der Drohung, Algy ihr Vorleben zu offenbaren. Wieder und wieder zahlt Lena Schweigegeld, bis sie den immer häufigeren Forderungen des Erpressers nicht mehr nachkommen kann. Aus Furcht vor der Bloßstellung und niedergedrückt von der Last ihres Vorlebens auf ihrem Gewissen begeht sie Suizid und stirbt in den Armen ihres Ehemanns.

## Produktionsnotizen
As in a Looking Glass war der erste Film der von Marion Leonard und ihrem Ehemann Stanner E. V. Taylor nach dem Scheitern ihrer Gem Motion Picture Company Ende 1912 gegründeten Monopol Film Company. Der Film wurde Kritikern vor der Veröffentlichung im März 1913 ohne jegliche Zwischentitel vorgeführt und dafür einhellig gelobt. Seinerzeit wurden die Zwischentitel allgemein als störend aber notwendig empfunden, und die Kritiker machten für das Gelingen des Filmes ohne Zwischentitel sowohl die schauspielerische Leistung Leonards als auch die Regie Taylors verantwortlich. Es ist unklar, ob As in a Looking Glass ohne Zwischentitel in die Kinos kam. Die im George Eastman House erhaltene Kopie enthält Zwischentitel.
The Defender of the Name wurde im Februar 1913 in den Studios der Monopol Film Company in Hollywood auf 35-mm-Film gedreht. Der Film hat eine Länge von 900 Meter auf drei Filmrollen. Er wurde am 15. März 1913 veröffentlicht.
Eine Kopie des Films befindet sich im Filmarchiv des George Eastman House International Museum of Photography and Film in Rochester, New York.

## Kritik
H. C. Judson von der Moving Picture World lobte Marion Leonard, die nie zuvor so vorteilhaft wie in diesem Drama gezeigt wurde. Der Stoff biete ihr eine fast einzigartige Chance, ihre Gabe zur Darstellung großer Emotionen einzusetzen. Der Zuschauer sei von Anfang bis Ende von der Handlung, der schauspielerischen Leistung und der unglaublichen Schönheit der Filmkulissen gebannt. Allerdings seien die besten Filme jene, in denen letztendlich das Gute triumphiert. As in a Looking Glass zeigt das Böse, wie es andere und sich selbst zugrunde richtet.
F. J. Beecroft vom New York Dramatic Mirror nahm auf den Verzicht auf die Zwischentitel und auf die Premiere Bezug. Es komme selten vor, dass ein Filmproduzent seinem Produkt so sehr vertraue, dass er es ohne Zwischentitel einem überaus kritischen Publikum zeige. Das Vertrauen sei jedoch gerechtfertigt, und vom Publikum sei nichts als Lob geäußert worden. Einige der von Marion Leonard gespielten emotionalen Szenen verschafften ihr den ersten Platz unter den Filmschauspielerinnen. Viel sei auf die Arbeit des Regisseurs S. E. V. Taylor zurückzuführen. Die Kontinuität sei nicht zu übertreffen und einige der Doppelbelichtungen gehörten zu den besten des Filmjahres.
Harry Warner, einer der vier Warner Brothers erklärte kurz nach dem Erscheinen des Films, dass er nicht zögere ihn als eine der großartigsten Filmproduktionen zu bezeichnen, die er je gesehen habe (I do not hesitate in proclaiming it one of the greatest dramatic feature productions I have ever seen).